# Hontanas
Hontanas település Spanyolországban, Burgos tartományban. Hontanas Iglesias, Villaquirán de la Puebla, Castrojeriz, Sasamón és Castellanos de Castro községekkel határos. Lakosainak száma 71 fő (2024).

## Népesség
A település népessége az utóbbi években az alábbiak szerint változott:
| Lakosok száma | 67   | 70   | 70   | 59   | 70   | 68   | 82   | 71   | 72   | 71   |
|               | 2001 | 2004 | 2006 | 2009 | 2011 | 2014 | 2016 | 2019 | 2021 | 2024 |